# راي بروكس
راي بروكس (بالإنجليزية: Ray Brooks) هو ممثل بريطاني، ولد في 20 أبريل 1939 ببرايتون في المملكة المتحدة.

## وصلات خارجية
- راي بروكس على موقع IMDb (الإنجليزية)
- راي بروكس على موقع الموسوعة البريطانية (الإنجليزية)
- راي بروكس على موقع ميوزك برينز (الإنجليزية)
- راي بروكس على موقع قاعدة بيانات الفيلم (الإنجليزية)